# فرنیس د لا سلبا
فرنیس د لا سلبا (به اسپانیایی: Fornells de la Selva) یک شهرستان در اسپانیا است که در استان خرنا واقع شده‌است.

## خصوصیات
فرنیس د لا سلبا ۱۱٫۸۸ کیلومترمربع مساحت و ۲٬۳۸۰ نفر جمعیت دارد و ۱۰۲ متر بالاتر از سطح دریا واقع شده‌است.